# Teenage Dream (bài hát)
"Teenage Dream" (tạm dịch: "Giấc mơ niên thiếu") là một ca khúc thuộc thể loại nhạc pop-rock điện tử của nữ ca sĩ người Mỹ Katy Perry. Đây là đĩa đơn thứ hai được trích từ album phòng thu thứ hai cùng tên của Katy. Perry và Bonnie McKee đã viết rất nhiều bài hát với chủ đề trẻ trung trong tâm tưởng, nhưng hầu hết những bản nhạc của họ lại bị từ chối bởi hai nhà sản xuất Benny Blanco và Dr. Luke vì không ưng ý. Thế là Katy Perry quyết định gặp gỡ nhà sản xuất Max Martin tại quê nhà của cô ở Santa Barbara, California và bắt đầu viết ca khúc. Sau khi thu âm giọng hát của Perry, McKee trình bày ý tưởng của mình và đoạn điệp khúc được viết lại. Katy Perry cũng mô tả bài hát như chợt gợi nhớ về tuổi trẻ khi cô đang suy nghĩ về cuộc hôn nhân trong tương lai của mình cùng với danh hài người Anh Russell Brand.
Bài hát được cất lên với một giọng hát cao vút và khỏe khoắn của Perry. Lời bài hát nói về tình yêu sâu thắm dành cho người đàn ông đã giúp Perry cảm thấy như được trẻ lại. Có rất nhiều ý kiến được đánh giá cho "Teenage Dream". Một số nhà phê bình đánh giá cao vì bài hát cho thấy khả năng trưởng thành của Katy Perry cả trong âm nhạc lẫn cuộc sống đời thường, tuy nhiên "Teenage Dream" lại bị các nhà phê bình khác chỉ trích bởi ca khúc không còn sức hấp dẫn cao như đĩa đơn California Gurls trước đây của cô. "Teenage Dream" đến nay đã đứng đầu bảng xếp hạng ở New Zealand và lọt vào vị trí top ten tại Úc, Canada và Hoa Kỳ. Video âm nhạc bấm máy tại các địa điểm khác nhau ở Santa Barbara và được công chiếu vào ngày 10 tháng 8 năm 2010. Katy Perry đã biểu diễn bài hát tại lễ trao giải "Teen Choice Awards" vào năm 2010.

## Video âm nhạc
Những tấm hình trong đoạn clip, có thể thấy Perry tung tăng trong trang phục bikini, vui vẻ và rạng rỡ trong những khuôn hình đẹp nhất với anh chàng người mẫu Josh Kloss. Cả hai mặc sức ôm hôn nhau rất tình tứ trong những cảnh quay vô cùng lãng mạn. Một điều thú vị là Katy Perry có bật mí rằng hầu như bạn bè của cô đều xuất hiện trong những cảnh quay trong video "Teenage Dream": "Chúng tôi cùng xuất hiện bên nhau, cùng có những giây phút hết sức thú vị để thực hiện video cho ca khúc này!" - Perry nói. Trong một bài phỏng vấn trên Youtube, Katy đã chia sẻ với người hâm mộ: "Video này sẽ hoàn toàn khác biệt với California Gurls, với Teenage Dream, bạn sẽ thấy những hình ảnh đơn giản, mộc mạc và không chỉnh sửa quá nhiều. Tôi đã phải rất hạn chế trang điểm để có được gương mặt tự nhiên nhất có thể". Khi được hỏi cảm giác của Katy Perry như thế nào khi phải đóng những cảnh nóng với diễn viên nam chính trong "Teenage Dream" dù đã đính hôn với Russell Brand, Katy nói:

"Tôi thực sự cảm thấy căng thẳng khi phải diễn những cảnh đó với Josh. Đôi lúc phải yêu cầu đạo diễn cắt ngay cảnh quay vì trong đầu luôn nghĩ: Mình không thể làm điều này, nó thực sự tồi tệ. Nhưng rồi điều đó cũng qua, tưởng chừng có những lúc phải quay đi quay lại rất nhiều lần, nhưng rồi tôi cũng tự nhủ "cố lên Katy, bạn có thể làm được mà". Và tôi hiểu đó là công việc của mình và mình phải làm cho thật tốt".

Katy Perry còn tâm sự với tờ báo MTV News rằng ca khúc "Teenage dream" giữ một vị trí đặc biệt trong trái tim cô. "Tôi đã viết bài hát này ở Santa Barbara và đó là một khoảnh khắc rất tinh khiết đối với tôi, bởi vì đó là nơi tôi đã được sinh ra và lớn lên. Đó như là nơi tôi bắt đầu sáng tạo sự ngọt ngào của tôi. Và tôi muốn tiếp tục là một trong những người... thiếu niên có những giấc mơ mới lớn", cô tiếp tục: "Lúc bắt đầu thực hiện album Teenage Dream, tôi đã nói với giám đốc hãng ghi âm: Lắng nghe, đừng hỏi tôi khi nào kết thúc, đừng hỏi tôi khi nào chuyển hướng, đừng nói với tôi chúng ta đã hết tiền cho dự án lần này. Tôi sẽ cho ông biết khi nào chúng ta sẽ thực hiện bởi vì tôi làm việc theo trực giác của mình. Đó chính là cách làm việc của tôi".

## Diễn biến trên các bảng xếp hạng
"Teenage Dream" đứng vị trí 20 trên bảng xếp hạng Billboard Hot 100 của Hoa Kỳ vào ngày 7 tháng 8 năm 2010, trở thành ca khúc mới "nóng" nhất trong tuần. Bài hát cũng xuất hiện lần đầu trên bảng xếp hạng "Hot Digital Songs" ở vị trí 11 với 84.000 lượt tải và trên bảng xếp hạng "Radio Songs" tại vị trí 75. Đến tuần tiếp theo, "Teenage Dream" nhảy vọt lên vị trí thứ 7 tại Mỹ do một lượng khán giả bình chọn bài hát qua đài phát thanh với con số là 29.500.000 lượt bầu chọn và lượng tải kỹ thuật số cũng tăng đến 183.000 lượt tải. Ca khúc đến nay đã giành vị trí thứ 1 trên Billboard . Trong những tuần đó, bài hát đứng vị trí thứ 20 trên bảng xếp hạng Canadian Hot 100 . "Teenage Dream" giành vị trí quán quân tại New Zealand vào ngày 30 tháng 8, trở thành đĩa đơn thứ tư của Katy Perry giành vị trí đầu bảng tại quốc gia này.

## Danh sách ca khúc và định dạng
| - Digital download 1. "Teenage Dream" – 3:48 2. "Teenage Dream" (Kaskade Club Remix) – 5:27 3. "Teenage Dream" (Dave Audé Radio) – 3:57 - Teenage Dream EP 1. "Teenage Dream" (Album Version) – 3:51 2. "California Gurls" (Solo Version) - 3:37 3. "Firework" - 3:47 4. "I Kissed a Girl" (Single Version) - 2:59 5. "Hot n Cold" (Clean Version) - 3:42 6. "E.T." - 3:26 7. "Circle the Drain" (Clean Version) - 4:32 8. "Not Like the Movies" - 4:01 | - Remix EP 1. "Teenage Dream" (Vandalism Le Pop Mix) – 3:54 2. "Teenage Dream" (Vandalism V8 Vocal Remix) – 7:04 3. "Teenage Dream" (Manhattan Clique Remix) – 6:40 - Other Versions 1. "Teenage Dream" (Funk3d Remix) 2. "Teenage Dream" (Tenabes Remix) 3. "Teenage Dream" (Brian Cua Remix) |

## Bảng xếp hạng và chứng nhận doanh số
| Bảng xếp hạng (2010-2011)                  | Vị trí cao nhất |
| ------------------------------------------ | --------------- |
| Úc (ARIA)                                  | 2               |
| Áo (Ö3 Austria Top 40)                     | 2               |
| Bỉ (Ultratop 50 Flanders)                  | 14              |
| Bỉ (Ultratop 50 Wallonia)                  | 15              |
| Brazil (Brasil Hot 100 Airplay)            | 25              |
| Brazil (Billboard Hot Pop Songs)           | 1               |
| Canada (Canadian Hot 100)                  | 2               |
| Cộng hòa Séc (Rádio Top 100)               | 8               |
| Đan Mạch (Tracklisten)                     | 13              |
| Đan Mạch Airplay (Tracklisten)             | 2               |
| Châu Âu Hot 100 Singles (Billboard)        | 5               |
| Phần Lan (Suomen virallinen lista)         | 14              |
| Pháp Download (SNEP)                       | 6               |
| Đức (GfK)                                  | 6               |
| Hungary (Rádiós Top 40)                    | 22              |
| Ireland (IRMA)                             | 1               |
| Israel (Media Forest)                      | 5               |
| Ý (FIMI)                                   | 9               |
| Nhật Bản (Japan Hot 100)                   | 19              |
| Hà Lan (Dutch Top 40)                      | 4               |
| New Zealand (Recorded Music NZ)            | 1               |
| Poland (Airplay Chart)                     | 5               |
| Poland (Dance Top 50)                      | 42              |
| Scotland (OCC)                             | 1               |
| Slovakia (Rádio Top 100)                   | 1               |
| Tây Ban Nha (PROMUSICAE)                   | 12              |
| Thụy Điển (Sverigetopplistan)              | 21              |
| Thụy Sĩ (Schweizer Hitparade)              | 8               |
| Anh Quốc (OCC)                             | 2               |
| Hoa Kỳ Billboard Hot 100                   | 1               |
| Hoa Kỳ Pop Airplay (Billboard)             | 1               |
| Hoa Kỳ Adult Pop Airplay (Billboard)       | 1               |
| Hoa Kỳ Dance Club Songs (Billboard)        | 1               |
| Venezuela Pop Rock General (Record Report) | 1               |

| Bảng xếp hạng (2011)                  | Vị trí cao nhất |
| ------------------------------------- | --------------- |
| Pháp (SNEP)                           | 75              |
| Hoa Kỳ Adult Contemporary (Billboard) | 8               |

| Quốc gia      | Chứng nhận (Theo doanh số) |
| ------------- | -------------------------- |
| Úc            | 6× Bạch kim                |
| Áo            | Vàng                       |
| Canada        | Vàng (Nhạc chuông)         |
| Canada        | 3× Bạch kim                |
| Đan Mạch      | Vàng                       |
| Đức           | Vàng                       |
| Ý             | Vàng                       |
| New Zealand   | 2× Bạch kim                |
| Thụy Điển     | Vàng                       |
| Liên hiệp Anh | Vàng                       |
| Hoa Kỳ        | 4× Bạch kim                |

| Bảng xếp hạng (2010)                       | Vị trí |
| ------------------------------------------ | ------ |
| Australian Singles Chart                   | 9      |
| Austrian Singles Chart (Ö3 Austria Top 75) | 42     |
| Belgian (Flanders) Singles Chart           | 89     |
| Canadian Hot 100                           | 16     |
| European Hot 100 Singles                   | 38     |
| Germany (Media Control AG)                 | 44     |
| Hungary Singles Chart                      | 48     |
| Italian Singles Chart                      | 67     |
| Netherlands (Dutch Top 40)                 | 27     |
| New Zealand Singles Chart                  | 12     |
| Sweden Singles Chart                       | 84     |
| Swiss Singles Chart                        | 57     |
| UK Singles (The Official Charts Company)   | 32     |
| US Billboard Hot 100                       | 17     |
| US Billboard Pop Songs                     | 15     |
| US Billboard Hot Dance Club Songs          | 34     |
| Bảng xếp hạng (2011)                       | Vị trí |
| Canadian Hot 100                           | 61     |
| US Billboard Hot 100                       | 75     |
| US Adult Contemporary                      | 20     |

## Lịch sử phát hành
| Quốc gia       | Ngày                | Định dạng        |
| -------------- | ------------------- | ---------------- |
| Hoa Kỳ         | 23 tháng 7 năm 2010 | Digital download |
| Canada         | 23 tháng 7 năm 2010 | Digital download |
| Hoa Kỳ         | 3 tháng 8 năm 2010  | Mainstream radio |
| Hoa Kỳ         | 24 tháng 8 năm 2010 | Rhythmic radio   |
| Đức            | 2 tháng 8 năm 2010  | Digital Download |
| Đức            | 27 tháng 8 năm 2010 | CD Single        |
| Vương Quốc Anh | 29 tháng 8 năm 2010 | Digital download |